# توماس باتيستا
توماس باتيستا (بالإنجليزية: Tomás Batista)‏ هو نحات ورسام أمريكي، ولد في 7 ديسمبر 1935 في Luquillo, Puerto Rico ‏ في الولايات المتحدة.